# 낭만주의 연극
낭만주의의 고전적 강요에 대한 반발과 표현의 자유의 확인이라는 정신은 공통된다 해도 그 성격이나 방향은 각국에 따라 상당히 다르며, 특히 연극 면에서 그것은 현저하다. 이탈리아의 만초니가 1820년에 <카르마뇰라 백작(Il Conte di Carmagnola)> 서문에서 삼일치의 법칙의 폐기를 주장하고 그 영향 아래 프랑스의 스탕달이 쓴 <라신과 셰익스피어>(1823)와 위고의 <크롬웰 서문>(1827)은 모두 셰익스피어를 이념으로 하여 갖가지 장르를 종합한 드라마를 주장했으며, 위고는 '오늘날은 드라마의 시대'라고 논했다. 위고나 만조니도 작가로서 낭만주의의 대표적 희곡을 썼으며 독일에서는 슐레겔 형제의 이론과 티크, 클라이스트의 실제 작품은 분리되고 있다. 그리고 오스트리아의 작가 그릴 파르처를 간과할 수는 없다. 그러나 셰익스피어에의 존경은 각국이 공통적이다. 영국의 낭만주의는 시에 집중되고 있으며 연극면에서는 거의 볼 만한 것이 없고 다만 바이런과 셸리에게 희곡이 있을 정도이다.

## 독일 낭만주의 연극
일반적으로 독일 낭만주의 연극이라 하면 18세기말-19세기의 30년 전후까지 독일에서 지배적이었던 문학과 연극 사조를 가리키며, 전대(前代)의 계몽주의·고전주의와 겹쳐지는 면을 지님과 동시에 후대의 사실주의·자연주의의 싹으로서의 면도 지니며, 또한 낭만주의 그 자체의 모순된 성격 및 예술운동에서의 낭만적인 것의 주기성에서 상당히 폭이 넓고 연속적인 주조(主潮)로서 파악할 수 있다. 따라서 넓은 뜻에서의 독일 낭만주의 연극은 18세기 중엽의 레싱의 연극혁신에서 비롯되며 슈투름 운트 드랑(질풍노도운동)에서 괴테, 실러의 고전주의적 완성을 거쳐 클라이스트, 뷔흐너에 이르기까지 큰 흐름을 형성한다.
17세기의 독일은 바로크 연극의 전성기였으며, 18세기에 들어서자 오성(悟性) 존중의 계몽주의가 일어나 합리주의적 입장에서 바로크 연극의 황당무계함을 배척하고, 프랑스 고전극을 규범으로 하는 연극 혁신의 움직임이 라이프치히 대학 교수 고트셰트(Johann Christoph Gottsched, 1700-66) 및 노이베린 극단을 중심으로 일어나 극작에서의 삼일치의 준수, 어릿광대의 무대로부터의 추방 등 여러 가지 혁신이 이루어졌다. 이 곳스셰트식의 형식 존중과 프랑스 모방에 대하여 스위스파를 비롯한 젊은 세대로부터는 격렬한 공격이 가해졌으며, 특히 레싱은 아리스토텔레스 시학이나 디드로 연극론을 근거로 하여, 차라리 셰익스피어의 자유분방한 형식에 의거해야 한다고 주장하면서, 극작·평론 분야에서의 다채로운 실천활동을 통하여 독일 시민극의 길을 개척하였다.
계몽주의의 견고한 구습을 타파하고 개성의 자유로운 발현을 부르짖는 젊은 문학세대의 반향은 루소의 자연사상이나 클롭슈토크, 허먼, 헤르더의 이론에서 결정적 동인(動因)을 얻고 이어 슈투름 운트 드랑에 이르러 폭발했으며 형식파괴와 인습타파는 더욱 추진되었다. 이에 앞장선 작가가 젊은 괴테, 실러였으며 클링거(Friedrich Maximilian Klinger, 1752-1831), 렌츠(Jakob Michael Reinhold Lenz, 1751-92) 등이 그 뒤를 따라 반계몽주의의 열광은 절정에 이르렀다.
이 운동의 문학적 연소의 시기는 짧았으며 두드러진 작품도 많지 않으나 괴테, 실러에게서 고전주의적 고요와 완성을 보았으며 또한 낭만주의에의 길을 준비한 공적이 크고 영국·프랑스에 준 영향도 무시할 수는 없다. 이 기성질서에 대한 반항의 폭풍도 1785년경에는 겨우 가라앉아 다시금 이성을 회복하는 움직임이 보이기 시작했다. 고전주의는 만년의 괴테, 실러에게 <파우스트(Faust)>, <발렌슈타인(Wallenstein)> 등 인류의 유산이라 할 수 있는 위대한 작품을 낳게 했으며 독일의 문학·연극사에서의 최성기를 이룩하고 낭만주의에게 자리를 양도했다.
낭만주의는 고전주의에 대한 대립이라기보다 오히려 그 전개이며 독일적 소산이라고 하겠다. 중세에의 회귀적 경향이 짙었으나 이성을 배격하는 것이 아니라 이른바 '낭만주의적 아이러니'에서 볼 수 있듯이 합리주의와 주관주의의 통합을 목표로 함과 동시에 나폴레옹 전쟁에 의해서 상처를 입은 독일인에게 국민적 각성을 촉구하는 독일적인 국민운동이었다. 이 운동은 우선 예나와 베를린에서 시작되었다. 슐레겔(Schlegel) 형제가 창간한 잡지 <아테네움>, 특히 형인 아우구스트 빌헬름의 셰익스피어 작품의 번역출간 및 <극예술·극문학 강의> 등이 이론적 구실을 다했던 것이다.
그러나 소설을 예술의 최고 형식으로 삼는 낭만주의의 미학은 희곡 분야에서는 사극에서 동화극, 몽환극, 종교극, 운영비극, 희극에 이르기까지 다양한 면을 보였음에 비해 일반적으로 내용이 빈약했었다. 다만 클리이스트의 작품은 레싱의 희극과 함께 독일 연극사상 불멸의 금자탑을 수립했으며, 또한 티크의 동화극 <돈 주앙과 파우스트>나 <해학·풍자·아이러니 및 보다 깊은 의미> 등 기상천외한 희극을 쓴 그라베(Christian Dietrich Grabbe, 1801-1836)는 오늘날 재평가되는 기미가 보인다. 이 밖에 베르너의 운명비극, 브렌타노의 <퐁세 데 레온>, 아이헨도르프(Joseph won Eichenforff, 1788-1857)의 <구혼자(求婚者)>, 후기 낭만주의인 플라텐(August Graf von Platen)의 <불길한 포크> 등의 희곡이 이 시기의 대표작이라고 하겠다. 당시 갈채를 받았던 쾨르너의 애국적 희곡은 통속미가 짙다. 그리고 바로크 연극의 서민적인 전통과 양식을 살려 낭만주의 연극에 새로운 국면을 보인 것으로는 빈 낭만주의의 연극이 있다.
독일 낭만주의 연극은 레싱에 의해 시작된 고전극 형식과 사회적 인습을 타파시키는 풍조를 널리 추진시켰으며, 국가적 민족적 각성을 촉구함과 동시에 자아 중심주의, 민족주의, 반어적(反語的) 전개 등에 의해 근대 및 현대의 문학·연극운동에 앞장서는 면도 있었으나 그 반면 감정의 한정 없는 해방, 고답적인 주지주의, 현실도피나 신비주의적 경향 등으로 일찍부터 괴테가 통찰했던 퇴행적인 일면을 드러내기도 했다.
넓은 뜻에서의 낭만주의적 경향은 근대·현대의 극작가에게서도 한 시기의 현상으로서 나타나 입센, 메테를링크, 하우프트만, 와일드, 다눈치오 등의 청년기 희곡에서 그 단편을 엿볼 수 있다.

## 오스트리아 낭만주의 연극
정통적인 고전파 연극이 존넬펠스의 연극 개혁이나 부르크 극장의 설립으로 확립되기 이전에 오스트리아에서는 18세기의 시초부터 독특한 민중연극이 발전하고 있었으나, 19세기의 전반에 이르러 전자(前者)의 방향에서는 코린을 거쳐 오스트리아의 국민적 고전극 작가라고 할 수 있는 프란츠 그릴파르처가 등장하고, 후자의 선에서는 페르디난트 라이문트가 나와 요정극(妖精劇)이라는 장르에서 민중연극을 문학적인 수준까지 높였다. 또한 그 요정극에서 출발한 네스트로이는 경쾌한 음악이나 시사적인 노래를 곁들인 희극을 많이 발표했으며 그 경향에는 비더마이어 시대의 시민생활에서 취재한 현실주의가 차차 강하게 나타나기 시작했다.

## 프랑스 낭만주의 연극
프랑스 연극 사상에서 낭만주의 연극이 그 주류를 차지했다고 할 수 있는 시대는 뒤마 페르의 <앙리 3세와 그 궁정>이 초연된 1829년부터 위고의 <성주(城主)들>의 상연이 완전히 실패하는 1843년까지의 약 15년간에 지나지 않으며, 작가로서는 뒤마 페르, 비니, 위고, 뮈세(A.Musset)의 네 작가를 들 수 있고 따라서 여기에 포함되는 극작품의 수도 결코 많지는 않다. 고전비극이 쇠퇴하면서도 약 2세기에 걸쳐 프랑스 연극의 주류를 이루었다는 점을 생각하면 이는 비교도 할 수 없이 짧은 생명이지만, 그러나 연극사상에서 차지하는 의미는 매우 중대하다. 아니 오히려 고전극의 지배가 길었던 만큼 그 타도에 성공한 낭만주의 연극의 역사적 의의는 크다고 하겠다.
비극의 갱신이라는 18세기 이후의 명제가 그 완성을 보기 위해서는 프랑스 혁명에 의한 정치적 자유의 획득을 기다려야만 했었다. 낭만주의는 이와 똑같은 의의 아래 이루어진 예술적인 자아의 복권 요구이며 그런 만큼 연극 분야에서는 고전극의 '보편성, 절도, 이성'에 바탕을 둔 모든 규칙의 완전한 철폐가 첫째 목표가 되었음은 당연하다고 하겠다.
그러나 당시 프랑스 극단(劇壇)의 형편을 보면 이른바 상류계급 취향인 순문학으로서의 고전주의 연극의 존속과 병행하여 전세기(前世紀)의 드라마(正劇)를 일부 합류시킨 멜로드라마(대중극)가 대혁명 이후 파리의 서민층에 유행하고 있었다. 여기서는 애초부터 고전극적 제약이 문제가 되지 않았으며, 화려한 무대에서 펼쳐지는 복잡한 줄거리의 흥미나, 공포와 유머의 혼합, 강렬하고 감동적인 장면 등이 많은 관객을 동원했던 것이다. 낭만주의 연극의 지도자가 된 위고도 어릴 때는 멜로드라마의 애호자이며 실제로 그의 극작품의 어떤 것, 예컨대 <뤼크레스 보르지아(Lucrece Borgia)>(1833) 등은 '멜로드라마의 코르네유'라고 불리었던 픽세레쿠르(Pixerecourt)의 작품을 상기시키는 것이 있다.
낭만주의 연극과 이 대중극과의 관계는 프랑스 비극의 쇄신을 지향하는 그들에게 있어서 자랑할 만한 것이 못되었음은 말할 나위도 없다. 그들이 스스로 스승으로 삼았던 작가는 독일의 슐레겔, 실러 및 영국의 셰익스피어뿐이다. 스탈 부인 이후의 독일열에 의해 1814년에 슐레겔의 <극예술 및 문학에 관한 강의>가 프랑스어로 번역되고, 극작에서는 실러의 <군도(群盜)> 및 그 밖의 작품이 압도적인 영향력을 갖고 많은 모작(模作)이나 번안 작품을 낳았다. 셰익스피어의 소개에 관해서는 볼테르 이후 뒤시스(J. F. Ducis), 르 투르느르, 기조 등이 시도하고 있으나 모두가 고전극의 제약을 탈피하지 못했으며 참다운 감동을 전하지 못했다.
그런데 1827년, 켐블, 킨, 스미드슨 등 영국의 명배우들의 영어를 사용한 극 상연이 낭만주의의 청년들에게 대단한 감명을 주었음은 뒤마나 베를리오즈 등의 회고록이 전하는 대로이다. 이후 셰익스피어의 영향은 실러를 능가할 정도가 되었으며 2년 후에는 비니의 <오셀로>, 또는 <베니스의 상인>이 그 대담성에도 불구하고 일단은 성공을 했던 것이다. 비니는 이 밖에 시인의 순교(殉敎)라는 주제를 간결한 필치로 묘사한 걸작 <차타턴>을 마리 드르바르의 열연으로 성공시켰으며, 뒤마는 뛰어난 무대감각으로 낭만주의적 주인공 <안토니>를 무대 위에 실현시켰다. 그러나 낭만주의극에 있어 가장 중요한 작가는 이 운동의 지도자인 위고와 고전극에 비견되는 걸작을 남긴 뮈세라고 하겠다.

## 영국 낭만주의 연극
18세기 말부터 19세기 초기의 영국은 시와 소설의 전성기이며 정통연극의 불모의 시기이기도 했다. 이 시기의 연극은 드루리 레인 극장(Drury lane)과 코벤트 가든 극장의 두 극장에서 상연되는 것과 상연을 궁극의 목적으로 삼지 않는 이른바 '서재극(書齋劇)'에 속하는 시극의 두 종류에 불과했다. 낭만주의 연극이라는 것은 센티멘털한 멜로드라마나 소극(笑劇) 등 스펙터클풍의 극을 주류로 하는 전자에 대해 후자, 즉 독일 낭만주의와 중세 취미에 매혹된 시인들의 작품을 가리키는 것이다.  일찍부터 독일문학을 연구하여 괴테의 <괴츠 폰 베를링겐>(1779)을 번역한 월터 스콧을 비롯하여 영국 낭만주의 시인들의 대부분이 극작에 손을 댔으나 워즈워스(William Wordsworth, 1770-1850)의 <변경(邊境)의 사람들>(1795-6)이나 콜리지(Samuel Taylor Coleridge, 1772-1834)의 <회한(悔恨)>(1813)처럼 실러의 <군도>의 영향을 현저하게 볼 수 있는 것, 또는 중세 암흑시대를 배경으로 하면서 셰익스피어적이며 낭만적인 세계를 그리려 한 키츠(John keats)의 <오토 대제(大帝)>(1820) 등은 모두 연극으로서는 실패작이었다. 그들 가운데 비교적 극작가의 소질을 엿볼 수 있는 사람은 셸리와 바이런 두 사람이다.
셸리에게는 우주적 규모의 장대한 극시 <해박한 프로메테우스(Prometheus Unbound.)>와 엘리자베스 왕조 연극을 모델로 한 비극 <쌍시 일족(一族)>(1819)이 있으며, 특히 후자는 낭만주의 시극 가운데에서 가장 주목되는 대표작으로서 높이 평가받고 있다.
한편 바이런은 드루리 레인 극장의 위원일을 본 적도 있고 드라마에 대한 실제적인 흥미를 가장 적극적으로 보인 시인으로서, <맨프레드(Manfred)>(1817)를 비롯하여 <카인(Cain)>, <마리노 팔리에르(Marino Faliero)>(모두 1821), <워너(Werner)>(1822)등, 양적으로 다른 시인들을 능가할 뿐만 아니라 희곡에서도 본질적으로 상연 가능한 적성을 갖추고 있었다. 그의 생존중에 상연된 유일한 작품 <마리노 팔리에로>나, 죽은 후 6년 만인 1830년 상연되고 <괴츠>나 <군도(群盜)>의 영향이 가장 짙은 <워너>가 대표하고 있듯이 연극적 기교에 대한 풍부한 지식을 가진 작가는 적어도 낭만주의 시인 가운데에서 극작가로서의 성공에 이르는 최단거리에 올랐다고 말할 수 있겠다. 그리고 실제로 바이런을 극작가로서 재평가하려는 기운도 근년에 와서 서서히 높아지고 있다.

## 낭만주의 연극의 상연형태와 배우
고전극의 완결된 극형식과 비교하여 형식에 있어서는 유동적이고 내용적으로는 환상적인 낭만주의 연극은 이미 확립되어 있던 일정한 무대의 범위 안이라고는 하나 마땅히 극장 공간의 확대를 요구한다. 티크처럼 무대를 앞뒤 뿐만이 아니라 상하의 공간으로 나누어 프랑스에서는 유명한 <에르나니>의 장치를 담당한 바 있는 시셀리(1782-1862)의 회화적인 무대가 유명하며 바이런도 관계한 바 있는 런던의 드루리 레인 극장은 가스등의 도입으로 조명을 초자연적 분위기를 만들어냈다. 그러나 영국에서는 거대한 관람석을 갖는 스펙터클적인 극장이 지배적이라는 폐단도 유발시켰다. 독일의 싱켈은 많은 낭만주의 오페라의 장치에도 손을 댔으며 이탈리아에서는 바니아라가 오페라 미술을 완성했다. 낭만주의의 일면인 고대나 중세에의 동경은 미술에도 정확한
규규

### 같이 보기
- 요한 네스트로이
- 프란츠 그릴파르처
- 페르디난트 라이문트
- 슈투름 운트 드랑
- 요한 볼프강 폰 괴테
- 프리드리히 실러
- 아우구스트 빌헬름 슐레겔
- 루트비히 티크
- 차하리아스 베르너
- 하인리히 폰 클라이스트
- 빅토르 위고
- 알프레드 드 뮈세

## 참조 자료
- 이 문서에는 다음커뮤니케이션(현 카카오)에서 GFDL 또는 CC-SA 라이선스로 배포한 글로벌 세계대백과사전의 내용을 기초로 작성된 글이 포함되어 있습니다.